# Stephen Bogaert
Stephen Bogaert (* 9. September 1967 in Toronto, Kanada) ist ein kanadischer Filmschauspieler.

## Leben
Bogaert begann 1994 seine Karriere als Stuntdouble in dem Fernsehfilm Tek War – Krieger der Zukunft, danach spielte er meist kleine Nebenrollen. Bekannt wurde er erst durch seine Rolle des Harold Carnes in American Psycho (2000), des Al Marsh in Es (2017) und des Carl Cooper in The Umbrella Academy (2020).

## Filmografie (Auszug)
- 1996: Escape Clause – Tödliche Rache (Escape Clause)
- 1998: Raven – Die Unsterbliche (Highlander: The Raven, Fernsehserie, 1 Folge)
- 1998, 1999: Mission Erde – Sie sind unter uns (Earth: Final Conflict, Fernsehserie, 2 Folgen)
- 1999: Relic Hunter – Die Schatzjägerin (Relic Hunter, Fernsehserie, 1 Folge)
- 1999: Zeitreise in die Katastrophe (Thrill Seekers)
- 2000: American Psycho
- 2002: You Stupid Man
- 2003: Adventure Inc. – Jäger der vergessenen Schätze (Adventure Inc., Fernsehserie, 1 Folge)
- 2003: Mutant X (Fernsehserie, 1 Folge)
- 2003: Starhunter (Fernsehserie, 1 Folge)
- 2003–2005: Sue Thomas: F.B.I. (Sue Thomas: F.B.Eye, Fernsehserie, 3 Folgen)
- 2003–2018: Mayday – Alarm im Cockpit (Mayday, Fernsehserie, 45 Folgen)
- 2007: The Company – Im Auftrag der CIA (The Company, Fernsehmehrteiler, 3 Folgen)
- 2008, 2013: Murdoch Mysteries (Fernsehserie, 2 Folgen)
- 2009: The Border (Fernsehserie, 1 Folge)
- 2009: The Listener – Hellhörig (The Listener, Fernsehserie, 1 Folge)
- 2010: Nikita (Fernsehserie, 1 Folge)
- 2011: Flashpoint – Das Spezialkommando (Flashpoint, Fernsehserie, 1 Folge)
- 2011: XIII – Die Verschwörung (XIII: The Series, Fernsehserie, 1 Folge)
- 2012: Haven (Fernsehserie, 1 Folge)
- 2012: The Firm (Fernsehserie, 1 Folge)
- 2015, 2016: Between (Fernsehserie, 3 Folgen)
- 2016: X-Men: Apocalypse
- 2017: Private Eyes (Fernsehserie, 1 Folge)
- 2017: The Girlfriend Experience (Fernsehserie, 1 Folge)
- 2017: Es (It)
- 2019: Designated Survivor (Fernsehserie, 1 Folge)
- 2019: Blood & Treasure – Kleopatras Fluch (Blood & Treasure, Fernsehserie, 2 Folgen)
- 2019: Es Kapitel 2 (It Chapter Two)
- 2020: The Umbrella Academy (Fernsehserie, 8 Folgen)
- 2022: Moonfall